# Craig Lincoln
Pour les articles homonymes, voir Lincoln.
Craig Lincoln, né le 7 octobre 1950 à Minneapolis, est un plongeur américain. 

## Carrière
Craig Lincoln participe aux Jeux olympiques de 1972 à Munich et remporte la médaille de bronze au tremplin 3 mètres.